# アイ・ショー・スピード
アイ・ショー・スピード（本名：ダレン・ジェイソン・ワトキンス・ジュニア、2005年1月21日 - ）は、アメリカのYouTuber、ラッパー。FIFAやFortniteを始めとしたゲーム実況者として有名である。2016年にYouTubeチャンネルを作成し、2022年のストリーミー賞において「ブレイクアウト・ストリーマー・オブ・ザ・イヤー」に選出された。チャンネル登録数は2021年6月に100万人、2022年7月に1000万人、2023年8月に2000万人、2024年9月に3000万人、2025年6月に4000万人に到達した。

## 来歴

### 活動の始まり（2019年 - 2022年）
2019年、配信活動を開始。
2021年、ファンがTikTokに投稿していた配信の切り抜き動画がミームとなり、自身の知名度を獲得するきっかけとなった。実況したゲームのひとつである「おしゃべり犬のトーキング・ベン」はスマホアプリに新たな風を吹かせ、リリースから10年以上の時を経てApp Storeでベストセラーとなった。これにより、Kotakuから「YouTubeにおいて影響力があり、人気急上昇中の配信者の一人である」と評価された。
2022年4月、VALORANTをプレイ中に過激な発言をしていた切り抜き動画が発掘された。これを受けてゲームの開発元であるRiot GamesはVALORANTを始めとする同社の全てのゲームからアイ・ショー・スピードを永久追放した。自身の過ちを認めてすぐに謝罪をしたが、別のプレイヤーから差別的発言を受けていたことも主張した。

### 活動の拡大（2022年 - ）
2022年9月、イギリスのYouTuberグループであるサイドメンが開催する『サイドメン・チャリティーマッチ』に出場。
11月、自身のYouTubeチャンネルでアメリカのラッパーLil Nas Xとコラボレーション配信を行った。
12月4日、第12回ストリーミー賞において「ブレイクアウト・ストリーマー・オブ・ザ・イヤー」に選出された。
2023年1月、憧れの存在であるクリスティアーノ・ロナウドの肖像画のタトゥーを左腕に入れた。

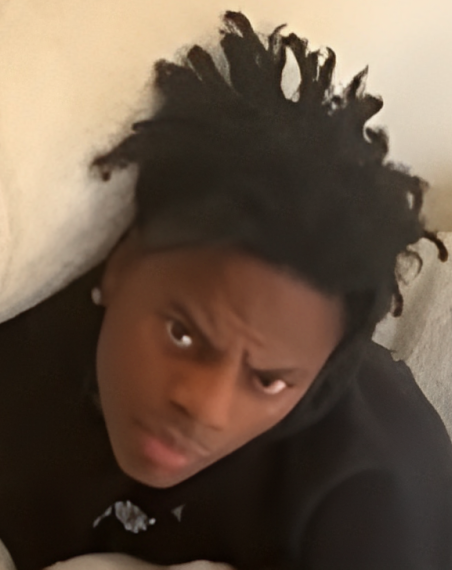
2023年1月のアイ・ショー・スピード

5月、カイ・セナットと共に動画共有プラットフォームのRumbleと独占配信契約を結んだことを発表した。
6月17日、クリスティアーノ・ロナウドとの対面を果たした。
2024年4月7日、WWEのレッスルマニアXLに登場。ローガン・ポール、ケビン・オーエンズ、ランディ・オートンの試合にプライムのペットボトルに扮装して姿を現し、ランディ・オートンにRKOを見舞われた。
5月29日、イングランドのグロスタシャーで毎年開催されるチーズ転がし祭りに参加した際に足を怪我し、入院治療を受けた。
2025年2月1日、WWEのロイヤルランブルに出場。戸澤陽が入場時にカーメロ・ヘイズに襲われて負傷したため代役として急遽出場した。

## 音楽活動
2021年8月、自身のYouTubeチャンネル上でシングル『Dooty Booty』をリリース。YouTubeの他TikTokなどのSNSサイトで一気に人気を獲得した。
11月、フージーズの『Ready or Not』とレイ・チャールズの『Hit The Road Jack』をサンプリングしたシングル『Shake』をリリース。同曲のミュージックビデオは2024年6月現在、2億800万回以上再生されている。
2022年6月、クリスティーナ・ロナウドへの憧れを綴った楽曲『Ronaldo (Sewey)』をリリース。
11月4日、ワーナー・レコードから『World Cup』をリリース。
2023年7月7日、ヒップホップフェス『Rolling Loud』にゲスト出演し、『Shake』『World Cup』『Portuginies』を披露した。
2024年3月24日、EP『Trip 2 Brazil』をリリース。

## 人物
・ONE PIECEのモンキー・D・ルフィの大ファンである。2020年のコロナウイルスが大流行している時期に鬱のような気持ちになった際、ONE PIECEを見て救われたと発言している。
・足が非常に速く、配信や動画上で様々な人物と競争をしている。競争をした主な人物はノア・ライルズやアメリカのフィットネスインフルエンサーのアシュトンホール。
またウサイン・ボルトに影響を受けたと発言している。ウサイン・ボルトに対して「走りのコーチをしてもらいたい」とDMでメッセージを送っており、後にウサイン・ボルトはこれを承諾した。